# Bình Lạc
Bình Lạc (tiếng Trung: 平乐县, bính âm: Quánzhōu Xiàn, Hán Việt: Bình Lạc huyện) là một huyện thuộc thành phố Quế Lâm, Khu tự trị dân tộc Choang Quảng Tây, Cộng hòa Nhân dân Trung Hoa. Huyện Bình Lạc có diện tích 1919 km2, dân số 430.000 người gồm người Dao, Hồi, Miêu Mã số bưu chính 542400, huyện lỵ ở trấn Bình Lạc. Bình Lạc ở phía tây của Quế Lâm, thượng nguồn Quế Giang.

## Các đơn vị hành chính
Bình Lạc có 6 trấn, 4 hương
- Trấn： Bình Lạc (平乐), Nhị Đường (二塘), Sa Tử (沙子), Trương Gia (张家), Đồng An (同安), Nguyên Đầu (源头).
- Hương: Dương An (阳安), Thanh Long (青龙), Kiều Đình (桥亭), Đại Phát Dao tộc (大发瑶族).